# Ebla
Ebla (în arabă: إبلا‎, astăzi Tell Mardikh, Guvernoratul Idlib, Siria) a fost un oraș antic la aproximativ 55 km sud-vest de Alep.
Este cel mai faimos pentru Tăblițele de Ebla, o colecție de circa 20000 de tăblițe cu cuneiforme, datând din jurul anului 2500 î.Hr., scrise în sumeriană despre limba eblaită, o limbă anterioară necunoscută despre care se știe că este cea mai veche limbă semitică.

## Listă de regi
| Rege                       | Domnie         | Note                                                                         |
| -------------------------- | -------------- | ---------------------------------------------------------------------------- |
| Igrish-Halam               | ca. 2300 î.Hr. |                                                                              |
| Irkab-Damu                 |                | Contemporan cu Iblul-Il de Mari                                              |
| Ar-Ennum sau Reshi-Ennum   |                |                                                                              |
| Ibrium (sau Ebrium)        |                | Contemporan cu Tudia de Asiria                                               |
| Ibbi-Sipish sau Ibbi-Zikir |                | Fiul lui Ibrium                                                              |
| Dubuhu-Ada                 |                | Ebla este distrusă de Naram-Sin sau de Sargon Akkadianul (2334 - 2279 î.Hr.) |